# Gouvernement Senghor VII
Le 6 juin 1968, le président de la République Léopold Sédar Senghor nomme un nouveau gouvernement, qui fait suite à celui du 9 mars. Les attributions sont légèrement modifiées le 13 juillet 1968. 
Les membres sont :
- Amadou Clédor Sall, ministre de l’Intérieur
- Ibrahima Tall, ministre du Commerce, de l’Artisanat et du Tourisme
- Amadou-Mahtar M'Bow, ministre de la Culture, de la Jeunesse et des Sports
- Habib Thiam, ministre du Développement rural
- Jean Colin, ministre des Finances
- Abdoul Ndiaye, ministre de la Fonction publique et du Travail
- Amadou Karim Gaye, ministre des Affaires étrangères
- Abdourahmane Diop, ministre de la Justice et garde des Sceaux
- Émile Badiane, ministre de l’Enseignement technique et de la Formation des cadres
- Abdoulaye Ly, ministre de la Santé publique et des Affaires sociales
- Amadou Cissé Dia, ministre délégué à la présidence de la République chargé des Relations avec les assemblées et des Affaires religieuses
- Mady Cissoko, ministre des Travaux publics, de l’Urbanisme et des Transports (puis ministre délégué à la présidence de la République chargé des Travaux publics, de l’Urbanisme et des Transports à partir du 13 juillet 1968)
- Assane Seck, ministre de l’Éducation nationale
- Abdou Diouf, ministre du Plan et de l’Industrie
- Daniel Cabou, ministre, secrétaire général de la présidence de la République
- Thierno Diop, secrétaire d’État à la présidence de la République chargé de la Coopération (puis chargé de la Coopération et des Relations avec les assemblées à partir du 13 juillet 1968)
- Abdoulaye Diack, secrétaire d’État à la présidence de la République chargé de l’Information

Il reste en poste jusqu'à la nomination d'Abdou Diouf comme Premier ministre, le 26 février 1970.